# 투루한우는토끼
투루한우는토끼 또는 투루한피카(Ochotona turuchanensis)는 우는토끼과에 속하는 포유류의 일종이다. 중앙시베리아고원의 고립된 지역에서 발견된다. 암반 지역에 사는 종으로 밤에는 온도가 낮기 때문에, 주로 낮에 활동한다. 이전에는 북방피카의 아종으로 간주했다.